# تاكوما يتامورا
تاكوما يتامورا (باليابانية: 枝村 匠馬) (16 نوفمبر 1986 في شيزوكا في اليابان – )؛ هو لاعب كرة قدم ياباني سابق كان يلعب كلاعب وسط.

## وصلات خارجية
- تاكوما يتامورا على موقع رابطة كرة القدم اليابانية للمحترفين (اليابانية)
- تاكوما يتامورا على موقع قاعدة بيانات كرة القدم.إي يو (الإنجليزية)
- تاكوما يتامورا على موقع Soccerway.com (الإنجليزية)
- تاكوما يتامورا على موقع عالم كرة القدم.نت (الإنجليزية)
- تاكوما يتامورا على موقع كووورة